# Lechówka (województwo lubelskie)
Lechówka – kolonia w Polsce, położona w województwie lubelskim, w powiecie chełmskim, w gminie Siedliszcze.
W latach 1975–1998 miejscowość należała administracyjnie do województwa chełmskiego. Przez miejscowość przebiega droga krajowa DK12. 
Kolonia stanowi sołectwo gminy Siedliszcze. Według Narodowego Spisu Powszechnego (III 2011 r.) liczyła 93 mieszkańców i była 21. co do wielkości miejscowością gminy.